# Бристол (Висконсин)
Бристол (енгл. Bristol) град је у америчкој савезној држави Висконсин.

## Демографија
По попису из 2010. године број становника је 2.584.
| Група             | 2000.    | 2010.         |
| Белци             | 0 (0,0%) | 2.382 (92,2%) |
| Афроамериканци    | 0 (0,0%) | 32 (1,2%)     |
| Азијати           | 0 (0,0%) | 14 (0,5%)     |
| Хиспаноамериканци | 0 (0,0%) | 118 (4,6%)    |
| Укупно            | 0        | 2.584         |